# テイラー・デイン
テイラー・デイン（Taylor Dayne、1962年3月7日 - ）は、アメリカの歌手、シンガーソングライター、女優。
1987年のデビュー以降、全米ナンバー1シングル「愛に帰りたい (Love Will Lead You Back)」を含む複数のシングルやアルバムのヒットにより、全世界でのレコード総売り上げ枚数は7500万枚を超える。1998年のグラミー賞2部門にノミネート。「ビルボード誌が選ぶ歴史上最も偉大なダンスクラブアーティスト」で28位。

## ディスコグラフィ

### スタジオ・アルバム
- 『テル・イット・トゥ・マイ・ハート』 - Tell It to My Heart (1988年)
- 『キャント・ファイト・フェイト』 - Can't Fight Fate (1989年)
- 『ソウル・ダンシング』 - Soul Dancing (1993年)
- 『ネイキッド・ウィズアウト・ユー』 - Naked Without You (1998年)
- Satisfied (2008年)

### 主なシングル
- 「テル・イット・トゥ・マイ・ハート」 - "Tell It to My Heart" (1987年)
- 「プルーヴ・ユア・ラヴ」 - "Prove Your Love" (1988年)
- 「オールウェイズ・ラヴ・ユー」 - "I'll Always Love You" (1988年)
- 「ドント・ラッシュ・ミー」 - "Don't Rush Me" (1988年)
- 「危ないハート・ビート」 - "With Every Beat of My Heart" (1989年)
- 「愛に帰りたい」 - "Love Will Lead You Back" (1990年)
- 「愛のシェルター」 - "I'll Be Your Shelter" (1990年)
- 「ハート・オブ・ストーン」 - "Heart of Stone" (1990年)
- 「あふれる愛を」 - "Can't Get Enough of Your Love" (1993年)